# Casteràs (Bossost)
El Casteràs és una coma al vessant sud-est de l'Era Montanheta prop del nucli de Bossòst, a la comarca de la Vall d'Aran.